# Manuel de Rábago
Manuel de Rábago Ballesteros (León, 19 de enero de 1777 – Tuy, septiembre de 1829) fue un compositor y maestro de capilla español.

## Vida
Manuel de Rábago Ballesteros nació en León, provincia de León, el 19 de marzo de 1777, hijo de Bernardo de Rábago, natural de Turieno, y Marcela Ballesteros, natural de León. Fue bautizado en la parroquia de San Pedro, en la Basílica de San Isidoro el Real. Se educó musicalmente en la Catedral de León, en cuyo coro de infantes ingresó con once años.
Con 21 años, en noviembre de 1798, se presentó sin éxito a las oposiciones para el magisterio de la Catedral de Santo Domingo de la Calzada. Cuatro años más tarde, en agosto de 1802, el cabildo mandó llamar a Rábago para el magisterio por encontrarse vacante la plaza de nuevo. Rábago ocupaba el magisterio de la Colegiata de Toro en ese momento, pero aceptó el cargo con la condición de que «se le hiciese colativa como congrua una parte de su renta», ya que era su intención ordenarse sacerdote. Tras solucionar la petición, Rábago tomó posesión del cargo entre septiembre y octubre de 1802. En Santo Domingo de la Calzada tuvo un largo y violento pleito con el cabildo por el uso de la ropa que debía llevar en el coro. Durante año y medio Rábago asistía a sus funciones de maestro con roquete, capa y muceta de raso, según era costumbre, pero la agrupación de capellanes entabló un pleito para oponerse a que el sochantre, el organista y el maestro de capilla llevasen estas vestimentas. La disputa llegó al punto de que Rábago se negó a entrar en el coso si no era con roquete, capa y muceta, hasta que en 1814 el cabildo decidió que el maestro debía vestir de manteos, pero sólo en días solemnes. Rábago no aceptó la ordenanza y el proceso pasó al Tribunal eclesiástico. El tribunal dio la razón al cabildo y se decidió congelar el salario hasta que acudiese vestido de manteos al coro. En julio de 1815 la Real Chancillería de Valladolid dio la razón al maestro, por lo que hubo que pagarle los sueldos congelados desde septiembre de 1814.
Poco después se marchaba para ocupar el magisterio de la Catedral de Orense, donde había ganado las oposiciones en octubre de 1816. En 1819 era nombrado para el magisterio de la Catedral de Tuy y el 24 de septiembre de ese mismo año fue nombrado canónigo de la Catedral de Tuy.
Falleció a finales de septiembre de 1829 en Tuy.

## Obra
Se conservan 143 composiciones suyas en el archivo catedralicio de la Catedral de Santo Domingo de la Calzada, además de otras en los archivo de las metropolitanas de Orense y Tuy. Además, hay obra de Rábago en la Catedral de León y la iglesia de Briones (La Rioja).